# Park Byung-joo (calciatore 1977)
Park Byung-joo (박병주?; 5 ottobre 1977) è un ex calciatore sudcoreano, di ruolo attaccante.